# Paremballonura tiavato
Paremballonura tiavato is een vleermuis uit het geslacht Paremballonura die voorkomt in het droge westen van Madagaskar. Deze soort lijkt het meest op de andere soort uit Madagaskar, P. atrata, die in het westen van het eiland voorkomt, maar verschilt in vachtkleur, grootte (P. tiavato is kleiner) en een aantal schedelkenmerken. De twee zijn echter pas in 2006 als aparte soorten herkend. Deze soort slaapt meestal in grotten en komt voor in rotsachtige gebieden, maar komt niet voor in huizen. Daar heeft hij ook zijn naam aan te danken: tiavato is Malagassisch voor "houdt van rotsen". Deze soort wordt niet direct bedreigd, hoewel de beschrijvers een aantal potentiële bedreigingen aangeven.

## Kenmerken
P. tiavato is een zeer kleine schedestaartvleermuis met lange, ronde oren. De rugvacht is grijsbruin, de buikvacht geelbruin. De totale lengte bedraagt 55 tot 64 mm, de staartlengte 15 tot 18 mm, de voorarmlengte 35 tot 41 mm, de achtervoetlengte 5 tot 6 mm, de oorlengte 11 tot 14 mm en het gewicht 2,7 tot 3,8 g (gebaseerd op 13 exemplaren).